# In a Metal Mood: No More Mr. Nice Guy
Pour les articles homonymes, voir No More Mr. Nice Guy.
In a Metal Mood: No More Mr. Nice Guy est un album de Pat Boone de reprises du hard rock et du heavy metal façon jazz/crooner, sorti en 1997.
La reprise de Crazy Train d'Ozzy Osbourne a été la musique du générique du reality-show The Osbournes.
C'est aussi le titre de la bande originale d'un documentaire de 1996 avec Deep Purple, Lemmy et Dweezil Zappa.

## Liste des titres
1. You've Got Another Thing Comin' (reprise de Judas Priest)  – 4:19
2. Smoke on the Water (reprise de Deep Purple)  – 3:53
3. It's a Long Way to the Top (If You Wanna Rock 'n' Roll) (reprise de AC/DC)  – 4:37
4. Panama (reprise de Van Halen)  – 5:15
5. No More Mr. Nice Guy (reprise de Alice Cooper)  – 3:06
6. Love Hurts (reprise de Everly Brothers) Composée par Boudleaux Bryant  – 4:57
7. Enter Sandman (reprise de Metallica)  – 3:52
8. Holy Diver (reprise de Dio)  – 4:44
9. Paradise City (reprise de Guns N' Roses)  – 4:41
10. The Wind Cries Mary (reprise de Jimi Hendrix)  – 4:12
11. Crazy Train (reprise de Ozzy Osbourne)  – 4:32
12. Stairway to Heaven (reprise de Led Zeppelin)  – 4:59

## Musiciens
- Pat Boone, Ronnie James Dio, Clydene Jackson Edwards, Merry Clayton, Carmen Twillie (chant);
- Ritchie Blackmore, Mitch Holder, Dawayne Bailey, Dweezil Zappa, Dan Ferguson, Michael Thompson (guitare électrique);
- Doug Cameron, Bruce Dukov, Michelle Richards (violon);
- Evan Wilson (violoncelle);
- Larry Corbett (cello);
- Tom Scott, Gary Herbig, Don Menza, Pete Christlieb, Terry Harrington, Plas Johnson, Jeol Peskin (bois);
- Frank Szabo, Chuck Findley, Wayne Bergeron, Rick Baptist, Chris Tedesco (trompette);
- Dick "Slide" Hyde, Lew McCreary, Alan Kaplan, Bruce Otto, Dana Hughes (trombone);
- Dave Siebels (orgue, claviers);
- Andy Simpkins (contrebasse);
- Marco Mendoza (basse électrique);
- Gregg Bissonette (batterie);
- Lenny Castro (percussion);
- Sheila E. (timbal).